# 다바타 노부시게
다바타 노부시게(일본어: 田端 信成, 1989년 4월 9일 ~ )는 일본의 전 축구 선수이다.

## 구단 경력
과거 그루자 모리오카, 레노파 야마구치 FC에서 활동하였다.